# Vojenský letec

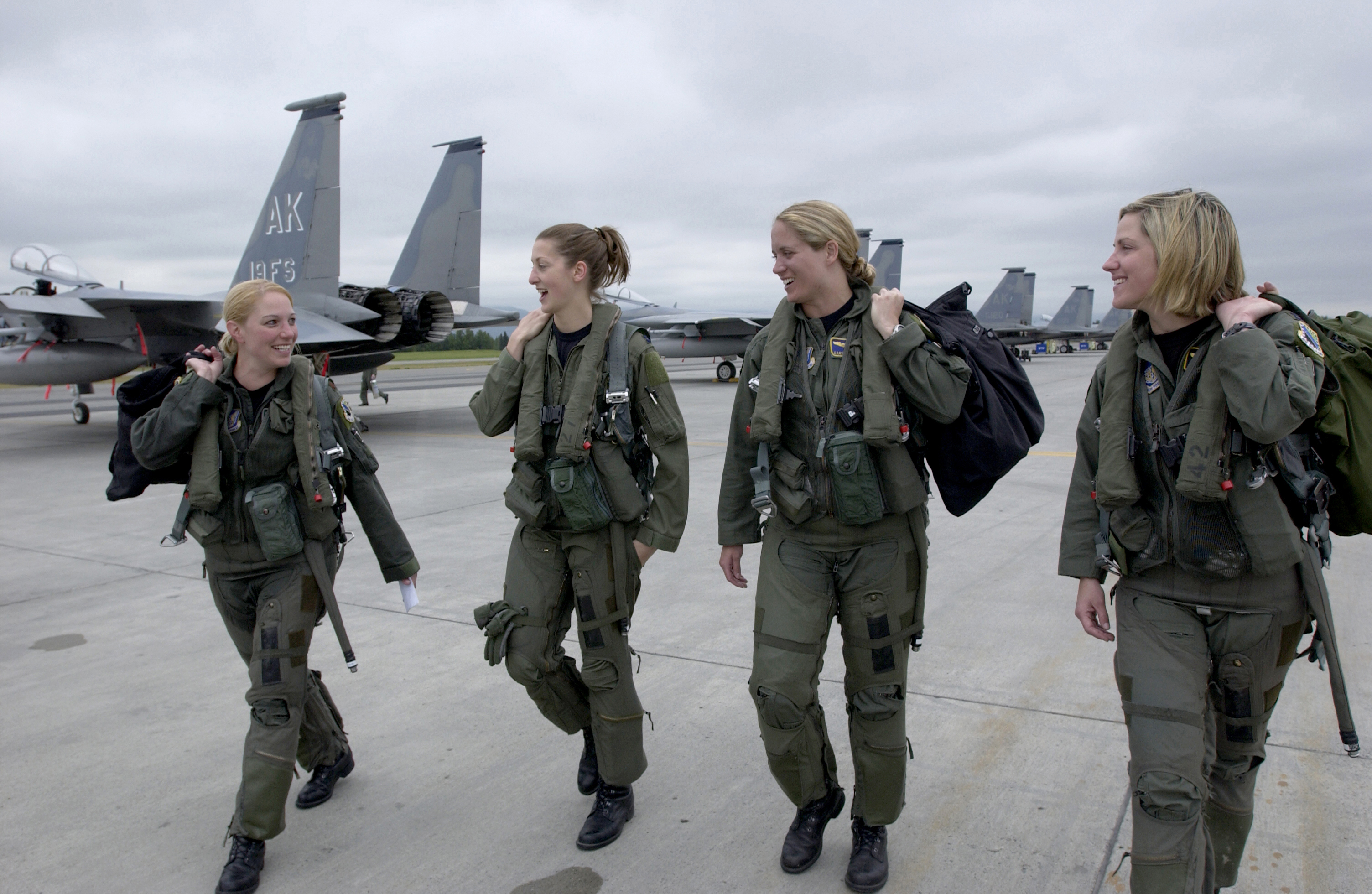
Skupina letkyň USAF na základně Elmendorf

Vojenský letec je označení pro vojáka, který je příslušníkem letecké složky nebo jednotky ozbrojených sil. Pojem zahrnuje zejména piloty letadel, ale i příslušníky leteckých osádek s jinými specializacemi a odbornostmi, jakými jsou například navigátor, radiotelegrafista, operátor zbraňových či elektronických systémů (například radaru), palubní inženýr, střelec, bombometčík anebo pozorovatel, a další příslušníky leteckých specializací, včetně například operátora bezpilotního letadla.
V širším smyslu jsou tak označováni všichni příslušníci letectva, včetně příslušníků jeho pozemních technických, týlových, štábních a zpravodajských složek.